# Smiling Georgia
Smiling Georgia (auch Gimiliani Sakartvelo) ist ein Dokumentarfilm von Luka Beradze. Die Premiere des Films erfolgte Anfang Juli 2023 beim Internationalen Filmfestival Karlovy Vary.

## Inhalt

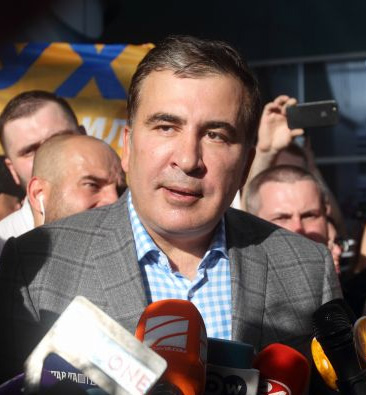
Micheil Saakaschwili, der ehemalige Präsident Georgiens

Während seines Wahlkampfs 2012 mit dem Titel „Lächelndes Georgien“ versprach Präsident Micheil Saakaschwili den ärmsten Einwohnern seines Landes im Austausch für ihre Stimme neue Zähne. Zahnärzte begannen, den Menschen verfallene Zähne zu ziehen, doch nachdem Saakaschwili die Wahl verloren hatte, erhielten seine treuen Anhänger nie ihre neuen Zähne.
Regisseur Luka Beradze besucht ein verschlafenes georgisches Dorf und stellt dessen Bewohner vor. Der Film zeigt, dass es sich selten lohnt, den Versprechungen populistischer Politiker zu glauben und aus rein egoistischen Gründen zu wählen. Im weiteren Kontext stellt der Film Fragen zum Wert des einfachen Volkes in den Augen politischer Führer.

## Hintergrund
Bei den Parlamentswahl in Georgien 2012 verlor Micheil Saakaschwilis Partei Vereinte Nationale Bewegung die parlamentarische Mehrheit an das Parteienbündnis Georgischer Traum und räumte einen Tag später die Niederlage gegen Oppositionsführer Bidsina Iwanischwili ein. Ab 2013 ermittelte die georgische Generalstaatsanwaltschaft wegen der Verwendung öffentlicher Gelder für einen Stylisten, Reisekosten für zwei Models, Botox-Injektionen, Haarentfernungen, Physiotherapie, die Miete einer Yacht in Italien und den Ankauf eines Kunstwerks einer Londoner Künstlerin gegen ihn. In Georgien liegt auch ein Haftbefehl gegen ihn vor, in dem ihm Amtsmissbrauch während seiner Zeit als Präsident vorgeworfen wird.

## Produktion
Regie führte Luka Beradze, der auch das Drehbuch schrieb. Der in Georgiens Hauptstadt Tiflis geborene Beradze schloss 2011 sein Studium der Filmregie am Tbilisi Mass Media and Public Communications International Institute ab. Neben der Regie mehrerer seiner eigenen Kurzfilme sowie Musikvideos und Werbespots hat Beradze als Regieassistent gearbeitet und im Jahr 2016 für das georgische Nationalfernsehen seinen Dokumentarfilm I Went, I Saw, I Fixed It gedreht. Für Smiling Georgia erhielt er ein Produktionsstipendium des Georgian National Film Center.
Die Weltpremiere von Smiling Georgia fand am 4. Juli 2023 beim Internationalen Filmfestival Karlovy Vary statt. Ab Ende November 2023 wurde der Film beim Torino Film Festival vorgestellt. Ende April 2024 wurde er beim goEast – Festival of Central and Eastern European Film gezeigt.

## Auszeichnungen
AJB DOC Film Festival 2024
- Auszeichnung mit dem Hauptpreis[4]

Eliso Awards 2024
- Auszeichnung für die Beste Kamera (Lomero Akhvlediani)
- Lobende Erwähnung für das  Beste Ensemble[5]

Raindance Filmfestival 2024
- Nominierung in der Sektion Documentaries[6]

Torino Film Festival 2023
- Nominierung als Bester internationaler Dokumentarfilm für den Preis der Stadt Turin (Luka Beradze)[7]